# 永安五铢
永安五铢，中国古代的一种圆形方孔年号钱，始铸于北魏孝庄帝永安二年（公元529年）。

## 历史
北魏孝文帝末年，永平五铢的私铸严重，因私铸钱轻薄，物价上涨。孝庄帝即位后，为整顿货币，于永安二年秋下诏改铸“永安五铢”钱。永安五铢自永安二年九月开始铸造，至永安三年正月停铸，共铸造4个月:190。

## 形制
永安五铢为青铜材质。正面钱文“永安五铢”的字体为篆书，四字按上下右左的对读顺序排列。钱背有光背、四决纹、四出纹、上“土”字等多种版别:190。

## 出土
永安五铢在陕西西安，河南洛阳、宜阳等地均有出土:190。